# Пироплазмоза
Пироплазмозата е кръвнопаразитно заболяване по кучетата. То се причинява от едноклетъчния паразит Piroplasma canis, който се локализира и размножава в червените кръвни телца. Основен преносител на заболяването от естествените природни огнища върху хората и кучетата са кръвосмучещите кърлежи: Dermacentor pictus, D. marginatus, Rhipcephalus sanguineus, Rh. turanicus, които нападат кучетата по време на разходка или лов. Характерно за тези кърлежи е, че веднъж заразени, те предават болестта и на потомството си. Най-чувствителни към болестта са младите подрастващи кучета. Инкубационният период за проявлението на болестта е от 7 до 20 дни. В зависимост от индивидуалната резистентност на организма на кучето, пироплазмозата клинично протича в три форми: свръхостра, остра и хронична.

## Признаци

### Свръхостра форма
Тя засяга младите кученца. Протича мълниеносно за 1 – 2 дни и без кучето да проявява някакви признаци, умира. Изходът винаги е неблагоприятен.

### Остра форма
При нея болестта се развива по-продължително. Болните кучета отказват храна, като апетитът е променлив. Дишането е повърхностно и учестено. В началото на болестта телесната температура достига 41 °C, но впоследствие се нормализира. Пулсът е ускорен и неритмичен. Очните конюктиви имат порцеланов вид и са оцветени жълтоцианотично. Урината е примесена с кръв (хематоглобинурия). Животното бързо отслабва, а крайниците са обхванати от прогресивна парализа. Смъртта настъпва след 4 до 7 дни след развитието на заболяването.

### Хронична форма
Кучета със здрава и силна имунна система боледуват от тази форма. При тях се установява прогресивна анемия с мускулно и физическо изтощение (кахексия). Апетитът е непостоянен. Телесната температура е променлива в началото на болестта, но по-късно се нормализира. Храносмилането е разстроено, наблюдава се диария, а изпражненията имат светложълто оцветяване. Болните кучета постепенно подобряват общото си здравословно състояние, но остават трайни носители на болестта. Диагнозата се поставя въз основа на клиничните признаци и лабораторните изследвания на кръвта. Лечението е благоприятно когато се открие навреме.

## Профилактика
Периодична имунизация на кучето с ваксина, която го предпазва в продължение на една година. Избягват се разходки на кучето в райони, където има кърлежи. Използване на противопаразитни шийни каишки. Периодично къпане, особено през летните месеци с противопаразитни средства или инжектиране на кучето с препарати, които го предпазват от кръвосмучещите кърлежи.